# فابیان بروگامر
فابیان بروگامر (انگلیسی: Fabian Broghammer؛ زادهٔ ۱۴ ژانویهٔ ۱۹۹۰) بازیکن فوتبال اهل آلمان است.
از باشگاه‌هایی که در آن بازی کرده‌است می‌توان به باشگاه فوتبال دارمشتات ۹۸، باشگاه فوتبال اشتوتگارت، و باشگاه فوتبال بریستول راورز اشاره کرد.
وی همچنین در تیم‌های ملی فوتبال جوانان آلمان، و جوانان آلمان، و جوانان آلمان، بازی کرده‌است.